# 特別あて所配達郵便
特別あて所配達郵便（とくべつあてしょはいたつゆうびん）は、日本郵便が提供する特殊取扱郵便のひとつ。受取人の氏名を記載しなくとも住所だけで郵便物を配達するサービスである。

## 概要
郵便物を発送する側が受取人の氏名等をわかっていない場合でも、住所だけで郵便物を配達するサービス。NHKの受信料に関する案内など、宛名（個人名や法人名等）が不明な場合であっても送り届けたいといった場合に利用される。2021年6月から試験的に導入され、2022年6月21日に本格実施された。

## 利用方法

### 条件
- あらかじめ日本郵便に利用を申し出る[4]。
- 配達したい郵便物には受取人の氏名は記載せず、表装部には「転送不要」や「特別あて所配達」などの表示をする[4]。
- 料金後納郵便とする[4]。

### 対象となる郵便物
- 第一種郵便物および第二種郵便物[4]。

### 料金
所定の郵便料金の他に、特殊取扱料金が150円加算される。

## NHKの受信料案内以外の需要
- 2021年6月からの試験導入期間中には、企業が商品やサービスを紹介する目的での需要もあったという[5]。
- 朝日新聞社ではこのサービスを利用して、住所をサンプリングし調査票を郵送する方法による世論調査を試行している[6]。